# Atletica leggera ai Giochi della IX Olimpiade - 10000 metri piani
La competizione dei 10000 metri piani di atletica leggera ai Giochi della IX Olimpiade si tenne il giorno 29 luglio 1928 allo Stadio Olimpico di Amsterdam.

## La gara
È una sfida tra stelle di prima grandezza, i finlandesi Nurmi e Ritola. Ancora una volta Nurmi riesce ad imporre la sua superiorità sul rivale, distaccandolo all'arrivo. Stabilisce anche il nuovo record olimpico.
Nurmi è il primo campione che vince due titoli consecutivi sui 10.000 metri.

Per il finlandese è il nono oro olimpico per Nurmi. Nel XX secolo nessuno in atletica è riuscito a fare di più.

## Classifica finale
È ufficializzato solo il tempo del primo classificato.
| Pos.    | Atleta               | Età | Nazione          | Tempo ufficiale | Tempo ufficioso |     |
| ------- | -------------------- | --- | ---------------- | --------------- | --------------- | --- |
| Oro     | Paavo Nurmi          | 31  | Finlandia        | 30'18"8         |                 |     |
| Argento | Ville Ritola         | 32  | Finlandia        |                 | 30'19"4         |     |
| Bronzo  | Edvin Wide           | 32  | Svezia           |                 | 31'00"8         |     |
| 4       | Jean-Gunnar Lindgren | 23  | Svezia           |                 | 31'26"0         |     |
| 5       | Arthur Muggridge     | 24  | Gran Bretagna    |                 | 31'31"8         |     |
| 6       | Ragnar Magnusson     | 27  | Svezia           |                 | 31'37"2         |     |
| 7       | Toivo Loukola        | 26  | Finlandia        |                 | 31'39"0         |     |
| 8       | Kalle Matilainen     | 29  | Finlandia        |                 | 31'45"0         |     |
| 9       | Wally Beavers        | 25  | Gran Bretagna    |                 | 31'48"0         |     |
| 10      | Suttie Smith         | 23  | Gran Bretagna    |                 | 31'50"0         |     |
| 11      | Robert Marchal       | 27  | Francia          |                 | n/d             |     |
| 12      | George Constable     | 24  | Gran Bretagna    |                 | n/d             |     |
| 13      | Arturo Peña          | 25  | Spagna           |                 | 32'21"8         |     |
| 14      | Joie Ray             |     | Stati Uniti      |                 | n/d             | n/d |
| 15      | Staņislavs Petkevičs |     | Lettonia         |                 | n/d             | n/d |
| 16      | Seghir Beddari       |     | Francia          |                 | n/d             | n/d |
| 17      | Karel Nedobitý       |     | Cecoslovacchia   |                 | n/d             | n/d |
| 18      | Julien Serwy         |     | Belgio           |                 | n/d             | n/d |
| 19      | Juichi Nagatani      |     | Giappone         |                 | n/d             | n/d |
| 20      | Danie Jacobs         |     | Sudafrica        |                 | n/d             | n/d |
| -       | Henri Lauvaux        |     | Francia          | Ritirato        | Ritirato        |     |
| -       | Macauley Smith       |     | Stati Uniti      | Rit.            | Rit.            |     |
| -       | John Romig           |     | Stati Uniti      | Rit.            | Rit.            |     |
| -       | Chavan Singh         |     | India Britannica | Rit.            | Rit.            |     |